# Robert Bruce Merrifield
Robert Bruce Merrifield (Fort Worth, 1921. július 15. – Cresskill, 2006. május 14.) amerikai biokémikus. 1984-ben kémiai Nobel-díjjal tüntették ki „a meghatározott aminosav sorrendű polipeptidek szilárd fázisú szintéziséért”.

## Életrajz
1921. július 15-én született a texasi Fort Worthben, George E. Merrifield és Lorene (leánykori családnevén Lucas) Merrifield egyetlen fiaként. 1923-ban Kalifornia államban telepedtek le. Kilenc általános iskolába és két középiskolába járt, mielőtt 1939-ben leérettségizett a Montebello Gimnáziumban. Itt kezdett el érdeklődni mind a kémia, mind a csillagászat iránt. A Pasadena Junior College-ban töltött két év után átiratkozott a Los Angeles-i Kaliforniai Egyetemre. A kémiai diploma megszerzése után egy évig a Philip R. Park Kutatási Alapítványnál dolgozott, ahol egy állatkolóniát gondozott, és szintetikus aminosav-táplálékkal végzett növekedési kísérletekben segédkezett.